# Dean Henderson
Dean Bradley Henderson (Whitehaven, Inglaterra, 12 de marzo de 1997) es un futbolista británico que juega como portero en el Crystal Palace F. C. de la Premier League de Inglaterra.

## Trayectoria
Se unió a la academia del Manchester United a los 14 años en agosto de 2011, después de haber pasado seis años en el Carlisle United.
Después de progresar a través de la cantera, estuvo entre los diez jugadores que se unieron al equipo de la Academia para la temporada 2013-14, donde se convirtió en el portero titular para el equipo sub-18. En la temporada 2014-15 continuó impresionando como portero regular para el sub-18, ya que hizo 25 apariciones pero sufrió una lesión hacia el final de la temporada. Sin embargo, estuvo entre los nominados al premio Jimmy Murphy Young Player of the Year, donde perdió ante su compañero Axel Tuanzebe. En agosto de 2015 firmó su primer contrato profesional con el club.
El 12 de enero de 2016 fue prestado al Stockport County club de la National League North inicialmente por un mes. Hizo su debut en el Stockport County en un empate 1-1 contra el Nuneaton Town el 16 de enero de 2016.
El 22 de febrero de 2016, debido a una crisis de lesiones, tuvo su primer llamado a un encuentro con el primer equipo del Manchester United, estando en el banquillo durante una victoria por la FA Cup 3-0 ante el Shrewsbury Town.
Tras regresar al club de sus padres, donde hizo 5 apariciones en su primera incursión, Henderson regresó al Stockport County en cesión en marzo de 2016. El primer partido de Henderson después de firmar por segunda vez con el club fue en una derrota por 2-0 contra el North Ferriby United el 26 de marzo de 2016. Hizo nueve apariciones en el Stockport County y mantuvo su portería invicta en tres encuentros.
El 31 de agosto de 2016 se unió al Grimsby Town, club de League Two en préstamo hasta principios de enero de 2017. Sin embargo, comenzó su carrera en el equipo como portero suplente detrás de James McKeown.
Debutó el 26 de diciembre de 2016 en una victoria por 2-0 sobre el Accrington Stanley en Blundell Park. Después de hacer su debut, su actuación fue elogiada por el mánager Marcus Bignot. El 31 de diciembre de 2016, Henderson extendió su préstamo con el Grimsby Town hasta finales de enero de 2017. El mismo día, mantuvo otra portería a cero, en un empate 0-0 ante el Blackpool.
Luego extendió nuevamente su contrato con el Grimsby Town el 25 de enero de 2017, hasta el final de la temporada 2016-17. Sin embargo, el Manchester United recortó el período del préstamo el 3 de febrero de 2017, debido a una lesión del tercer portero, Joel Castro Pereira. Al momento de su partida, Henderson era el portero titular, participó en 7 encuentros y mantuvo 4 veces su arco en cero.
El 10 de julio de 2017 se unió al Shrewsbury Town, equipo de la League One en préstamo para la temporada 2017-18. Al unirse al club, recibió el número 1 antes de la nueva temporada.
Hizo su debut con el Shrewsbury Town, en el juego inaugural de la temporada, donde mantuvo una arco en cero, en una victoria por 1-0 sobre el Northampton Town. También mantuvo otra portería invicta en el siguiente partido, una victoria por 1-0 sobre el Wimbledon. Se estableció rápidamente como el portero titular del club y se convirtió en el favorito de los fanáticos. También ayudó al club a ganar la cantidad de partidos para estar en la cima de la tabla. Para septiembre reflexionó sobre su tiempo en el club hasta el momento, diciendo que disfrutó jugando al fútbol allí y que jugar sábado y martes es excelente para su desarrollo.
En diciembre hubo rumores de que el United, su club de propiedad, podría recortar su cesión a enero. Más tarde ese mes, mantuvo tres arcos en cero en tres partidos contra el Blackpool, Portsmouth y Wigan Athletic. Sin embargo, cumplió una suspensión de tres partidos después de haber estado involucrado en un altercado con aficionados visitantes durante una derrota por 3-1 ante el Blackburn Rovers el 13 de enero de 2018. Inicialmente, el club tomó la decisión de apelar, pero cambió de opinión poco después. Luego de cumplir la sanción, regresó a la alineación titular el 13 de febrero de 2018, en una victoria por 2–1 sobre el Fleetwood Town. A fines de marzo acumulaba 13 encuentros con portería a cero.
El 8 de abril de 2018 jugó en el Estadio de Wembley en la final de la EFL Trophy contra el Lincoln City, donde el Shrewsbury Town perdió 1-0, y ese mismo mes fue uno de los tres jugadores que no pertenecían al Wigan Athletic o Blackburn Rovers seleccionados por la League One para el PFA Team of the Year. El mes siguiente, en los play-offs de la League One, mantuvo dos porterías a cero en una victoria por 2-0 en el global sobre el Charlton Athletic para llegar a la final. Sin embargo, comenzó encajando un gol en la final donde el Rotherham United venció al Shrewsbury Town 2–1 luego del tiempo extra, y paró un penal de Ryan Williams nueve minutos después.
Hizo dos declaraciones separadas, expresando su agradecimiento y admiración por el club, y su esperanza de volver algún día en el futuro.
En junio de 2018 firmó una extensión de contrato de dos años con los «Red Devils», que expirará en junio de 2020.
El 18 de junio de 2018 se unió al Sheffield United, club de la Championship en cesión hasta el final de la temporada 2018-19. Fue parte del ascenso conseguido a la Premier League, que el club no conseguía desde 2007. El 26 de julio de 2019 renovó su contrato hasta 2022 y regresó otro año cedido.
Tras completar su segundo año de cesión en Sheffield, regresó al conjunto mancuniano y realizó su debut el 22 de septiembre de 2020 en el encuentro de la tercera ronda de la Copa de la Liga de Inglaterra ante el Luton Town F. C. que su equipo venció por 0-3.
Dos temporadas pasó en el primer equipo del Manchester United antes de salir nuevamente cedido al Nottingham Forest F. C. para la campaña 2022-23. Tras la misma se acabó desvinculando de la entidad mancuniana después de ser traspasado al Crystal Palace F. C. el 31 de agosto. Realizó su debut el 26 de septiembre en un partido de la Copa de la Liga ante el propio Manchester United en el que tuvo que ser sustituido tras 18 minutos por culpa de una lesión.
El 17 de mayo de 2025 detuvo un penalti a Omar Marmoush en la final de la FA Cup ante el Manchester City que, a la postre, sirvió para ganar el partido y conseguir el primer título en la historia del club.

## Selección nacional

### Inferiores
Representó a Inglaterra en las categorías sub-16, sub-17, sub-20 y sub-21.
A fines de agosto de 2016, por primera vez fue convocado por el equipo sub-20. Hizo su debut como titular con la selección de Inglaterra sub-20, en un empate 1-1 contra Brasil sub-20 el 1 de septiembre de 2016. En mayo de 2017, fue seleccionado para el Mundial Sub-20 de la FIFA 2017. Hizo una aparición en el torneo, en un partido de la fase de grupos contra Guinea}, y fue suplente durante la victoria de Inglaterra contra Venezuela en la final. Después del partido describió la victoria como un «sentimiento increíble».
En agosto de 2017 fue convocado por primera vez para la selección sub-21 y apareció como suplente contra Letonia sub-21. Luego apareció dos veces más como suplente donde perdió dos partidos para su club en liga.
Hizo su debut en el equipo sub-21 el 24 de marzo de 2018, en un amistoso en casa contra Rumania, donde Inglaterra ganó 2-1.

### Absoluta
Debutó con la selección inglesa el 12 de noviembre de 2020 en un amistoso frente a Irlanda. Reemplazó en el descanso a Nick Pope en la victoria 3-0 del conjunto británico.

### Participaciones en Eurocopas
| Copa          | Sede     | Resultado  | Partidos | Goles |
| ------------- | -------- | ---------- | -------- | ----- |
| Eurocopa 2020 | Europa   | Subcampeón | 0        | 0     |
| Eurocopa 2024 | Alemania | Subcampeón | 0        | 0     |

## Estadísticas

### Clubes
Actualizado al último partido disputado el 10 de agosto de 2025.
| Club | Div.          | Temporada     | Liga (1) | Liga (1) | Copas nacionales(2) | Copas nacionales(2) | Copas internacionales(3) | Copas internacionales(3) | Total | Total |
| Club | Div.          | Temporada     | Part.    | Goles    | Part.               | Goles               | Part.                    | Goles                    | Part. | Goles |
| --- | ------------- | ------------- | -------- | -------- | ------------------- | ------------------- | ------------------------ | ------------------------ | ----- | ----- |
| Stockport County F. C. Inglaterra | 6.ª           | 2015-16       | 9        | 0        | 0                   | 0                   | —                        | —                        | 9     | 0     |
| Stockport County F. C. Inglaterra | Total club    | Total club    | 9        | 0        | 0                   | 0                   | —                        | —                        | 9     | 0     |
| Grimsby Town F. C. Inglaterra | 4.ª           | 2016-17       | 7        | 0        | 0                   | 0                   | —                        | —                        | 7     | 0     |
| Grimsby Town F. C. Inglaterra | Total club    | Total club    | 7        | 0        | 0                   | 0                   | —                        | —                        | 7     | 0     |
| Shrewsbury Town F. C. Inglaterra | 3.ª           | 2017-18       | 41       | 0        | 7                   | 0                   | —                        | —                        | 48    | 0     |
| Shrewsbury Town F. C. Inglaterra | Total club    | Total club    | 41       | 0        | 7                   | 0                   | —                        | —                        | 48    | 0     |
| Sheffield United F. C. Inglaterra | 2.ª           | 2018-19       | 46       | 0        | 0                   | 0                   | —                        | —                        | 46    | 0     |
| Sheffield United F. C. Inglaterra | 1.ª           | 2019-20       | 36       | 0        | 4                   | 0                   | —                        | —                        | 40    | 0     |
| Sheffield United F. C. Inglaterra | Total club    | Total club    | 82       | 0        | 4                   | 0                   | —                        | —                        | 86    | 0     |
| Manchester United F. C. Inglaterra | 1.ª           | 2020-21       | 13       | 0        | 8                   | 0                   | 5                        | 0                        | 26    | 0     |
| Manchester United F. C. Inglaterra | 1.ª           | 2021-22       | 0        | 0        | 2                   | 0                   | 1                        | 0                        | 3     | 0     |
| Manchester United F. C. Inglaterra | Total club    | Total club    | 13       | 0        | 10                  | 0                   | 6                        | 0                        | 29    | 0     |
| Nottingham Forest F. C. Inglaterra | 1.ª           | 2022-23       | 18       | 0        | 2                   | 0                   | —                        | —                        | 20    | 0     |
| Nottingham Forest F. C. Inglaterra | Total club    | Total club    | 18       | 0        | 2                   | 0                   | —                        | —                        | 20    | 0     |
| Crystal Palace F. C. Inglaterra | 1.ª           | 2023-24       | 18       | 0        | 2                   | 0                   | ―                        | ―                        | 20    | 0     |
| Crystal Palace F. C. Inglaterra | 1.ª           | 2024-25       | 38       | 0        | 6                   | 0                   | ―                        | ―                        | 44    | 0     |
| Crystal Palace F. C. Inglaterra | 1.ª           | 2025-26       | 0        | 0        | 1                   | 0                   | 0                        | 0                        | 1     | 0     |
| Crystal Palace F. C. Inglaterra | Total club    | Total club    | 56       | 0        | 9                   | 0                   | 0                        | 0                        | 65    | 0     |
| Total carrera | Total carrera | Total carrera | 226      | 0        | 32                  | 0                   | 6                        | 0                        | 264   | 0     |
| (1) Incluye datos de los playoffs de la League One (2017-18). (2) Incluye datos de FA Cup (2017-18), Copa de la Liga (2017-18), EFL Trophy (2017-18) y Community Shield (2025). (3) Incluye datos de Liga de Campeones de la UEFA y Liga Europa de la UEFA. |               |               |          |          |                     |                     |                          |                          |       |       |

## Palmarés

### Campeonatos nacionales
| Título           | Club                    | País       | Año     |
| ---------------- | ----------------------- | ---------- | ------- |
| FA Cup           | Manchester United F. C. | Inglaterra | 2015-16 |
| FA Cup           | Crystal Palace F. C.    | Inglaterra | 2024-25 |
| Community Shield | Crystal Palace F. C.    | Inglaterra | 2025    |

### Campeonatos internacionales
| Título              | Club (*)                | País          | Año  |
| ------------------- | ----------------------- | ------------- | ---- |
| Copa Mundial sub-20 | Selección de Inglaterra | Corea del Sur | 2017 |

(*) Incluyendo la selección.

### Torneos regionales
| Título              | Club                   | País       | Año     |
| ------------------- | ---------------------- | ---------- | ------- |
| Cheshire Senior Cup | Stockport County F. C. | Inglaterra | 2015-16 |

### Distinciones individuales
| Distinción                      | Año     |
| ------------------------------- | ------- |
| PFA Team of the Year League One | 2017-18 |